# Рязанова, Людмила Васильевна
Людмила Васильевна Рязанова (7 апреля 1931 — 21 февраля 2013) — передовик советского текстильной промышленности, вязальщица Ивантеевской трикотажной фабрики имени Ф. Э. Дзержинского Министерства текстильной промышленности РСФСР, Московская область, Герой Социалистического Труда (1974), почётный гражданин города Ивантеевка.

## Биография
Родилась в 1931 году в посёлке Ивантеевка Московской области в русской семье. Завершив обучение в средней школе, в 1948 году стала трудиться на Ивантеевской трикотажной фабрики имени Ф. Э. Дзержинского в основовязальном цехе. В 1965 году по инициативе Людмилы Рязановой рабочие перешли на сверхтиповое обслуживание нескольких вязальных машин СК-50. Рабочая Рязанова вместо двух стала работать на шести машинах одновременно. В 1969 году её как передовика производства отметили почётной грамотой Министерства текстильной промышленности. По итогам 8-й пятилетки награждена орденом Трудового Красного Знамени.
За выдающиеся успехи в выполнении заданий пятилетки и принятых социалистических обязательств на 1973 год, большой творческий вклад в увеличении производства товаров народного потребления и улучшения их качества, Указом Президиума Верховного Совета СССР от 16 января 1974 года Людмиле Васильевне Рязановой было присвоено звание Героя Социалистического Труда с вручением ордена Ленина и золотой медали «Серп и Молот».
В дальнейшем продолжала трудовую деятельность. По итогам 10-й пятилетки была представлена к ещё одной государственной награде - орденом Дружбы народов. 28 ноября 1986 года решением органов власти города Ивантеевки Рязанова была удостоена звания "Почётный гражданин города".
С 1988 года находилась на пенсии.
Проживала в родном городе Ивантеевке. Умерла 21 февраля 2013 года. Похоронена на Невзоровском кладбище.

## Награды
За трудовые успехи удостоена:
- золотая звезда «Серп и Молот» (16.01.1974),
- орден Ленина (16.01.1974),
- Орден Трудового Красного Знамени (05.04.1971),
- Орден Дружбы народов (17.03.1981),
- другие медали.
- Почётный гражданин города Ивантеевка (28.11.1986).

## Память
- В Ивантеевке на фабричном корпусе Рязановой Л. В. установлена мемориальная доска[3].